# تویکاو ۱۲۳۵۷
سیارک ۱۲۳۵۷ (به انگلیسی: 12357 Toyako، نامگذاری:1993ST1) دوازده هزار و سیصد و پنجاه و هفتمین سیارک کشف شده‌است که در ۱۶ سپتامبر ۱۹۹۳ کشف شد.
قدر مطلق سیارک برابر ۳۵.۴ است.